# Omosessualità e Scientology
Il rapporto tra l'omosessualità e Scientology è stato descritto da L. Ron Hubbard fondatore di Scientology; l'omosessualità è considerata una devianza sessuale e la sua pratica costituisce un "atto overt" da sottoporre a terapia.

## Concetti chiave
Per atto overt si intende un atto che danneggia le cosiddette  «dinamiche», ovvero forze motrici (spinte, impulsi).
Secondo Hubbard, le cosiddette "dinamiche" sono otto: la prima dinamica è quella del sé, cioè lo sforzo di sopravvivere in quanto individui e di essere un individuo. La seconda dinamica è quella della creatività, intesa come realizzazione di qualcosa per il futuro; ne fa parte il sesso, inteso come meccanismo per stimolare la sopravvivenza futura. La terza dinamica è la sopravvivenza del gruppo. La quarta dinamica è la specie. La quinta dinamica è quella delle forme di vita, come gli animali, gli uccelli, gli insetti, i pesci e la vegetazione. La sesta dinamica corrisponde all'universo fisico. La settima dinamica è quella spirituale. L'ottava dinamica è la spinta a esistere in quanto infinito.
Secondo Scientology l'omosessualità non favorisce la sopravvivenza dell'individuo (prima dinamica), non realizza qualcosa per il futuro (seconda dinamica), non consente di sopravvivere come gruppo perché le unioni omosessuali non generano figli (terza dinamica), non favorisce il progresso delle cause che determinano il benessere dell'umanità (quarta dinamica), non ha alcun valore pratico per la tutela dell'ambiente (quinta dinamica), non esprime l'impulso a sopravvivere (sesta dinamica), non comprende la capacità di creare e di causare sopravvivenza (settima dinamica), non risulta utile per comprendere l'assoluto (ottava dinamica).
Nel testo del 1950 Dianetics: The Modern Science of Mental Health, Hubbard classificò l'omosessualità come malattia o perversione sessuale, citando testi di psicologi e psichiatri a lui contemporanei a supporto della sua tesi: "il pervertito sessuale (e in questo termine Dianetics, per essere brevi, Dianetics comprende tutte le forme di deviazione dalla Dinamica Due, quali l'omosessualità, il lesbismo, il sadismo sessuale e così via, fino a comprendere l'intero catalogo di Ellis e Krafft-Ebing) è in effetti molto malato fisicamente. [...] È ben lontano dall'essere colpevole della sua condizione, ma è anche così lontano dall'essere normale ed è così estremamente pericoloso per la società che la tolleranza della perversione è profondamente negativa, così come la sua punizione".
Nel testo del 1951 Scienza della Sopravvivenza, Hubbard scrive "Questo è il livello del pervertito, dell'ipocrita, del voltagabbana. È il livello a cui appartiene il sovversivo." - più avanti con riferimento a pervertiti, ipocriti, pettegoli, mogli infedeli, bari e voltagabbana scrive: "Questa gente dovrebbe essere allontanata dalla società al più presto possibile e internata in istituti, senza eccezioni, dato che questo è il livello che propaga il contagio dell'immoralità e distrugge l'etica, questo il 'foraggio' usato dalle organizzazioni di polizia segreta per le loro sporche operazioni ".
Ruth Minshull negli anni settanta scrive: "Gli omosessuali non praticano l'amore ... Le loro relazioni consistono in brevi, sordidi e impersonali incontri o in più lunghe sistemazioni con drammatiche discordie, gelosie e frequenti infedeltà".

## La causa dell'omosessualità secondo Hubbard
Il fondatore di Scientology, per curare l'omosessualità creò la Quentin Hubbard Therapy, a cui sottopose suo figlio (successivamente morto suicida) e che è la terapia/corso più costosa di Scientology. Questa terapia può essere seguita solo se la persona sottoposta fa parte o ha parenti di alto livello, che sono Clear, nella Chiesa. Tutt'oggi rimane segreta la formula di tale "terapia" (causa la clausola di riservatezza e non divulgazione).
L'origine dell'omosessualità viene spiegata da Scientology con il fatto che un essere non sempre "assume" lo stesso genere di corpi ad ogni nuova vita: può capitare che "l'assunzione di un corpo" da parte di un Thetan (o Unità di Consapevolezza della Consapevolezza) al momento del parto, comporti una certa confusione e quindi un Thetan che per molto tempo è abituato a "interpretare" ruoli maschili, quando si trovi invece si ad utilizzare un corpo femminile continui a provare attrazione per le donne o viceversa. Con la pratica dell'Auditing la persona dovrebbe arrivare ad accettare di "interpretare" il ruolo che il sesso del suo corpo attuale, secondo Scientology, esige.
"In Dianetics l'applicazione delle tecniche che permettono l'alleviamento degli engram che causano queste malattie ha portano uniformemente al miglioramento di tutti i pazienti trattati, senza ricadute. In breve, ora le malattie psicosomatiche possono essere curate. Tutte."
Ma la "cura" senza l'organizzazione sembra alquanto ardua visto che la sopravvivenza, secondo la stessa Scientology, si attua al meglio anche e soprattutto attraverso il piacere ed una persona si porta dietro il ricordo "inconscio" dei piaceri passati, ragione per cui ricerca gli stessi piaceri nel presente, dunque, l'unico modo per correggerli è l'entrare a far parte della religione. Come sostiene Hubbard, gli episodi di piacere sono incancellabili mentre quelli dolorosi si possono e si debbono cancellare o ridurre e l'unico modo per avere la purezza delle emozioni e della mente è entrare nella chiesa .

## Posizioni attuali
Scientology ha un atteggiamento omofobico e contrario ai diritti LGBT.

### Testi di Hubbard
- L.R. Hubbard, "Dizionario Tecnico di Dianetics e Scientology", New Era Pubblication, Vimodrone, Milano
- L.R. Hubbard,"Etica in Scientology", Capitolo "L'Etica e le Dinamiche", New Era Pubblication, Vimodrone, Milano
- L.R. Hubbard, "Congresso sullo Stato dell'Uomo", Capitolo "Il Vostro Caso", New Era Pubblication, Vimodrone, Milano
- L.R. Hubbard, Dianetics, Milano, New Era Pubblication, Vimodrone.
- L.R. Hubbard, Scienza della Sopravvivenza, Milano, New Era Pubblication, Vimodrone.
- L. R. Hubbard "Hai mai vissuto prima di questa vita?" New Era Pubblications, Vimodrone, Milano